# Zeiforme
Zeiformele (Zeiformes) este un ordin de pești osoși teleosteeni bentonici sau demersali răpitori slabi înotători cu corpul înalt și foarte turtit, acoperit cu solzi ctenoizi și gura protractilă. 

## Caractere distinctive
Lungimea adulților variază de la 10 cm (Zenion hololepis) până la 90 cm și 5,3 kg (Zeus capensis). Cele mai multe specii sunt argintii, bronze, cafenii, sau roșcate. Masculii și femelele au o  colorație similară.
Au corpul foarte înalt și puternic comprimat lateral, acoperit cu solzi ctenoizi, mai rar nud. Linia laterală este continuă, foarte curbată, paralelă cu linia spatelui. Pe spate au două înotătoare dorsale distincte, dar apropiate, prima, foarte înaltă, constă din radii spinoase. Înotătoare anală unică sau dublă, cu 1-4 radii spinoase. Înotătoarele ventralele toracice, cu o radie spinoasă și 5-9 radii moi. Înotătoare caudală scobită, trunchiată sau rotunjită, cu 12-15 radii lungi. Ochii foarte mari. Gura foarte protractilă prevăzută cu dinți mărunți pe fălci, uneori și pe prevomer și palatine. Orbitosfenoidele absente.

## Biologia
Cele mai multe specii sunt demersale, care trăiesc aproape de fundul platformei continentale sau partea superioară a pantei continentale, la adâncimi de 35–1550 m. Adulții dulgherului mare (Zeus faber) și probabil adulții unor altor specii de zeiforme se întâlnesc frecvent în zona pelagică sau în apropierea suprafeței apei.
Sunt răpitori; se hrănesc în principal cu alte specii de pești, dar și cu cefalopode și crustacee. Puietul se hrănesc cu zooplancton (copepode, pteropode, larve de pești sau de crustacee).  
Sexele sunt separate. Femelele cresc mai mari decât masculii. Icrele și larvele sunt pelagice și plutesc aproape de suprafață; icrele sunt sferice, cu un diametru de 1-2,8 mm.

## Importanța
Speciile mai mari de zeiforme au o anumită importanță comercială fiind pescuiți ca pești comestibili.

## Sistematica
Ordinul Zeiformes cuprinde șase familii:
- Familia Cyttidae
- Familia Grammicolepididae
- Familia Oreosomatidae
- Familia Parazenidae
- Familia Zeidae
- Familia Zenionidae

## Specii din România
Pe litoralul romînesc al Mării Negre sunt cunoscute două specii:
- Zeus pungio Valenciennes, 1835 = Dulgher
- Zeus faber Linnaeus, 1758 = Dulgher mare

Unii autori includ Zeus pungio ca o subspecie numită Zeus faber pungio în specia Zeus faber.